# Archidiocèse de Cuenca
Ne doit pas être confondu avec Diocèse de Cuenca.
L'archidiocèse de Cuenca (en latin : Archidioecesis Conchensis in Aequatore ; en espagnol : Arquidiócesis de Cuenca) est un archidiocèse métropolitain de l'Église catholique en Équateur.

## Territoire
L'archidiocèse de Cuenca gère la province d'Azuay avec un territoire d'une superficie de 8 010 km2 divisé en 83 paroisses. L'archevêché est à Cuenca avec la cathédrale de l'Immaculée Conception (es) ou nouvelle cathédrale en opposition avec la vieille cathédrale (es) qui est maintenant un musée d'art religieux. La ville compte deux basiliques : la Très Sainte Trinité et Notre-Dame du Perpétuel Secours (es) appelée aussi saint Alphonse. Toujours à Cuenca, on trouve le sanctuaire marial de l'Assomption du Carmel. Ces églises sont situées dans le centre historique de Cuenca (es), reconnu patrimoine mondial en 1999 par l'unesco.

## Histoire
Le diocèse de Cuenca est érigé le 1er juillet 1786 par Pie VI en prenant sur le territoire du diocèse de Quito (aujourd'hui archidiocèse de Quito). Lors de sa création, il est nommé suffragant de l'archidiocèse de Lima,. Cuenca cède une partie de son territoire le 28 mai 1803 pour l'érection du diocèse de Maynas (aujourd'hui diocèse de Chachapoyas). Le 29 janvier 1837, il donne une nouvelle portion de territoire pour l'établissement du diocèse de Guayaquil (aujourd'hui archidiocèse de Guayaquil).
Le 13 janvier 1848, il intègre la province ecclésiastique de Quitoet cède une partie de territoire le 29 décembre 1862 pour la création du diocèse de Loja. Le 9 avril 1957, il est élevé au rang d'archidiocèse métropolitain par la bulle Quasi mater du pape Pie XIIà l'occasion de la commémoration des 400 ans de la fondation de Cuenca.
Le 29 décembre 1957, Cuenca donne les cantons d'Alausí et de Chunchi au diocèse de Riobamba en vertu du décret Maiori animarum bono de la congrégation pour les évêques. Le 26 juin 1968, il cède une autre partie de territoire pour l'érection du diocèse d'Azogues.

## Évêques et archevêques de Cuenca
- José Carrión y Marfil (1786-1798) nommé évêque du diocèse de Trujillo
- José Cuero y Caicedo (1798-1801) nommé archevêque de Quito
- Francisco Javier Fita y Carrión (1803-1804)
- Andrés Quintián Ponte de Andrade (1805-1813)
- José Ignacio Cortázar y Labayen (1815-1818)
  - Sede vacante (1818-1827)
- Félix Calixto Miranda y Suárez de Figueroa (1827-1829)
  - Sede vacante (1829-1848)
  - Pedro Antonio Torres (1843-1844) évêque élu
- José Manuel Plaza de la Tejera, O.F.M (1848-1853)
  - Sede vacante (1853-1861)
  - Liberato Fernández García (1857-1858) évêque élu
- Remigio Estévez de Toral (1861-1883)
- Miguel León Garrido (1884-1900)
  - Sede vacante (1900-1907)
- Manuel María Pólit (1907-1918)  nommé archevêque de Quito
- Daniel Hermida Ortega (1918-1956)
- Manuel de Jesús Serrano Abad (1956-1971)
- Ernesto Álvarez Álvarez, S.D.B (1971-1980)
- Luis Alberto Luna Tobar, O.C.D (1981-2000)
- Vicente Rodrigo Cisneros Durán (2000-2009)
- Luis Gerardo Cabrera Herrera, O.F.M (2009-2015), nommé archevêque de Guayaquil
- Marcos Aurelio Pérez Caicedo (2016- )